# Eric el Sanguinari
Eric Haraldsson (mort el 954), conegut com a Eric el Sanguinari o Eric Destral Sangnant (en nòrdic: Eiríkr blóðøx), va regnar breument com el segon rei de Noruega entre el 930 i el 934.
Existeixen molt pocs documents contemporanis sobre la figura d'Eric o el seu regnat. Aquesta escassetat de fonts històriques contrasta amb l'extens tractament que rep el personatge en les sagues literàries del segle xii.

## Biografia
Eric era el fill gran del primer rei noruec Harald Harfager, que el designà com a successor.
L'any 920 va liderar una expedició vikinga a Bjarmaland, l'actual nord de Rússia. Deu anys més tard va conquerir els territoris de la ribera del Daugava, i va saquejar el port comercial de Permina.
Com a convidat a una festa a la cort danesa del rei Gorm el Vell va conèixer la seva filla Gunnhilda, amb la que es va casar la nit següent. Gunnhilda tenia reputació de ser una bruixa, i la van acusar d'haver enverinat enemics del seu marit.
A la mort del seu pare, Eric va entrar en disputa pel poder amb els seus germans petits. Eric aconseguí matar-los a tots, amb l'excepció de Haakon el Bo que es refugiaria a Anglaterra. Aquesta acció li hauria pogut fer guanyar l'apel·latiu de "el Sanguinari".
Vers l'any 934 Haakon el Bo va tornar d'Anglaterra i amb el suport de la noblesa, que considerava a Eric un monarca despòtic, va deposar-lo.
Després d'intentar diverses vegades recuperar el tron sense èxit, Eric va abandonar Noruega i va marxar a les illes Òrcades primer, i al regne viking de Northúmbria (a l'actual York) després. Allí va ser benvingut per la població local que li va encarregar la defensa de les fronteres contra els escocesos i irlandesos. Realitzà la tasca amb gran èxit, aconseguint ser proclamat rei de Northúmbria el 947. Edred va posar la totalitat de Northúmbria sota el seu control l'any 948 en el marc de la progressiva expansió del regne de Wessex, deposant Eric el Sanguinari, que va aplegar un grup de guerrers el 952, va incendiar el monestir de Ripon i tenia intenció de continuar atacant però finalment moriria el 954 a mans d'Oswulf de Bamburgh a Stainmore, Westmorland, i acabant amb el regne viking de Jòrvik. Els northúmbris van pagar una compensació al rei anglès per haver participar en l'atac.